# Tour de França de 1904
El Tour de França de 1904 fou la segona edició del Tour de França i es va celebrar entre el 2 i el 24 de juliol. Com en l'edició anterior va constar de 6 etapes i el recorregut va ser idèntic. En acabar la cursa semblava que Maurice Garin havia revalidat el títol gràcies a una lleugera diferència sobre el segon classificat, Lucien Pothier, mentre Hippolyte Aucouturier aconseguí la victòria en quatre de les sis etapes. Amb tot, la cursa es va convertir en víctima del seu propi èxit, amb reaccions dels espectadors a favor dels membres de certs equips i trampes entre els corredors, ja que alguns d'ells foren acusats d'haver pujat en trens durant la competició per tal de millorar els seus temps. Fins a dotze ciclistes, entre els quals hi havia els quatre primers de la classificació general i tots els vencedors d'etapa, foren desqualificats per la Union Vélocipédique Française(UVF). Henri Cornet, que en un primer moment havia finalitzat en cinquena posició fou reconegut com a vencedor de la cursa quatre mesos després que aquesta finalitzés. Degut a tots els problemes que hi hagué el Tour de França de 1905 es va disputar sota una normes diferents a les dues edicions anteriors.

## Antecedents
El primer Tour de França, el de 1903, havia tingut molt d'èxit, cosa que va fer que ràpidament es prengués la decisió d'organitzar-ne una nova edició. La ruta fou idèntica, amb les mateixes sis etapes. Així mateix, les regles de la cursa foren idèntiques, tret del fet que els ciclistes no podien inscriure's sols per a una única etapa, sinó que ho havien de fer per prendre part en tota la cursa. Els favorits per aconseguint la victòria eren Garin, Pothier i Aucouturier, els quals ja havien tingut un paper destacable al Tour del 1903. Entre els competidors d'aquesta edició hi havia Henri Paret, que amb 50 anys, encara posseeix el rècord de ser el ciclistes més veterà en participar en el Tour de França.
Al Tour de França de 1903 l'organització va garantir que els primers 50 ciclistes de la classificació general final rebrien un premi de, com a mínim, 5 francs francesos per dia. El 1904 es va arribar a l'acord que si no finalitzaven la cursa 50 ciclistes, els corredors que haguessin abandonat també rebien 5 francs per cadascun dels dies en què haguessin corregut. L'objectiu d'aquesta regla era atreure a ciclistes que de l'altra manera no s'inscriurien, ja que el Tour necessitava suficients competidors per ser creïble.

## Desenvolupament de la cursa

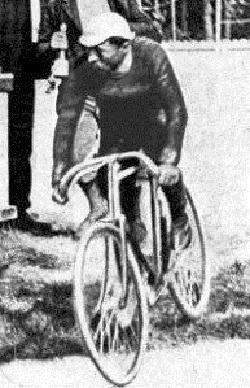
Maurice Garin, inicialment vencedor del Tour de França de 1904.

En la primera etapa els corredors van caure pocs quilòmetres després de prendre la sortida. Lipman es va trencar un dir, i fou el primer ciclista a abandonar aquesta edició. Prop del quilòmetre 100 de cursa Lucien Pothier va perdre deu minuts respecte al gran grup, encapçalat per Maurice Garin, per culpa d'un trencament de la seva bicicleta. A Cosne, al quilòmetre 174, Pothier tornà a arribar al grup capadavanter. Aucouturier ja havia perdut més d'una hora en aquell punt. Just després del següent punt de control, situat a Nevers, Aucouturier va caure de cap i hagué de continuar la cursa amb la cara ensangonada. En la darrera part de l'etapa Maurice Garin i Lucien Pothier atacaren, deixant enrere els altres corredors. Tot seguit foren atacats per quatre homes emmascarats que conduïen un cotxe, però aconseguiren acabar en les dues primeres posicions, amb un petit avantatge de Garin de 50 metres. Les nombroses punxades i accidents que va patir Aucouturier, aparentment propiciats per un sabotatge, van fer que el ciclistes perdés diverses hores respecte al líder de la cursa.
En acabar l'etapa tres ciclistes foren sancionats: Aucouturier i Samson reberen multes de 500 i 250 francs; el primer per haver corregut junt a un ciclista que no estava inscrit i el segon per haver anat rere l'estela d'un cotxe. Chevallier, que havia finalitzat tercer, fou desqualificat per haver descansat en un cotxe durant 45 minuts. Durant l'etapa Ferdinand Payan ja havia estat desqualificat. Diverses fonts apunten que es va aprofitar de l'ajuda d'un motor, mentre d'altres indiquen que va rebre ajuda de ciclistes que no prenien part en la cursa. Durant la primera etapa Garin havia demanat menjar a Lefèvre, un dels oficials de la cursa, cosa que era il·legal. Amb tot, Lefévre, sabent que Garin era l'estrella de la cursa, va incomplir les normes i li va donar menjar, al·legant que no volia ser responsable de l'abandonament de Garin per gana. La notícia que el Garin havia rebut ajuda de manera il·legal es va estendre ràpidament i va provocar una ràpida resposta mediàtica en contra seva.
Per a la segona etapa els organitzadors havien considerat la possibilitat de posposar l'inici dues hores, ja que el mestral podia perjudicar els ciclistes. Amb tot, no fou necessari, ja que finalment els corredors van prendre la sortida a mitjanit, tal com era previst. Durant l'etapa Antoine Fauré liderà la cursa la pas pel seu poble natal, on uns 200 afeccionats tractaren d'impedir el pas a la resta de ciclistes. En l'incident Garin va patir mal en una mà i Giovanni Gerbi va perdre la consciència i hagué de retirar-se per haver-se fracturat cinc dits. La situació sols es va solucionar quan els oficials de cursa van disparar diversos trets a l'aire tractant de disseminar els vàndals. Posteriorment diversos vidres trencats i dispersos per la carretera van provocar nombroses punxades. Gràcies a aquesta ajuda Fauré fou el primer a passar pel cim del coll de la République, però els favorits l'agafaren poc després. Aucouturier guanyà en l'esprint final. Quan els ciclistes arribaren a Marsella, es queixaren que hi havia hagut masses incidents durant l'etapa i suggeriren que havia de cancel·lar-se. En la darrera part havien estat aturats per un gran grup de ciclistes que no participaven en la cursa. A més, Garin havia patit un atac i havia estat ferit en un braç, finalitzant l'etapa amb l'ajuda d'un sol braç. HI hagué tanta confusió que en el darrer punt de control els temps extactes de l'arribada de cadascun dels corredors no fou registrat correctament.
En la tercera etapa el Tour arribà a Nimes, localitat propera al poble de Payan, els seguidors del qual estaven descontents amb la seva desqualificació i per la qual cosa llençaren pedres als participants i protagonitzaren una barricada en la carretera. Els ciclistes tingueren problemes per passar per Nimes i diversos d'ells resultaren ferits. El fet més important per a la classificació general va passar quan la bicicleta de César Garin fou destrossada pels atacants i el corredor hagué de buscar-ne una altra, per la qual cosa va perdre un quart d'hora. Després, tal com havia passat en l'etapa anterior, els participants es trobaren amb vidres a la carretera. Tot i algunes punxades, cap ciclista patí cap caiguda. Amb tot, hagueren d'aturar-se i van haver de recórrer aquell tram a peu. Després de Nimes es va formar un grup capdavanter amb Maurice Garin, Pothier, Aucouturier, Cornet i Beaugendre. Posteriorment Aucouturier i Cornet van deixar enrere els seus companys per disputar-se la victòria a l'esprint, sent Aucouturier el més ràpid.
La quarta etapa, a diferència de les tres precedents, va discórrer sense cap incidència. Pothier, Maurice, César Garin i Beaugendre arribaren junts a Bordeus, i el vencedor de l'etapa es va decidir en el darrer quilòmetre, al velòdrom, on Pothier va ser el més ràpid.
En la cinquena etapa diversos claus escampats per la carretera tornaren a provocar punxades. En no estar permesa l'assistència mecànica, Cornet hagué de recórrer 40 quilòmetres amb les seves dues rodes punxades. Aucouturier aconseguí el seu tercer triomf parcial, però estava massa lluny del líder de la general, Garin, que disposava sols de 28 segons sobre Pothier.
En la sisena etapa Aucouturier, Garin i Dortignac s'escaparen en els darrers quilòmetres. Aucouturier fou el primer a arribar al punt de control localitzat a Ville-d'Avray, sent el darrer vencedor d'etapa. Des d'aquest punt la cursa fou neutralitzada fins a arribar al velòdrom dels Parc-des-Princes, on els ciclistes van recórrer el darrer quilòmetre. Maurice Garin finalitzà segon, alhora que aconseguia la victòria final.

## Resultats previs a les desqualificacions
Inicialment, Maurice Garin, que havia liderat la cursa de cap a fi fou el vencedor. Hippolyte Aucouturier guanyà quatre etapes. En total 27 ciclistes finalitzaren.
| Etapa | Data         | Recorregut      | Tipus d'etapa      | Km  | Vencedor d'etapa            | Líder de la general |
| ----- | ------------ | --------------- | ------------------ | --- | --------------------------- | ------------------- |
| 1a    | 2 de juliol  | Montgeron-Lió   | Etapa plana        | 467 | Maurice Garin (FRA)         | Maurice Garin (FRA) |
| 2a    | 9 de juliol  | Lió–Marsella    | Etapa amb muntanya | 374 | Hippolyte Aucouturier (FRA) | Maurice Garin (FRA) |
| 3a    | 13 de juliol | Marsella–Tolosa | Etapa plana        | 424 | Hippolyte Aucouturier (FRA) | Maurice Garin (FRA) |
| 4a    | 17 de juliol | Tolosa–Bordeus  | Etapa plana        | 268 | Lucien Pothier (FRA)        | Maurice Garin (FRA) |
| 5a    | 20 de juliol | Bordeus–Nantes  | Etapa plana        | 425 | Hippolyte Aucouturier (FRA) | Maurice Garin (FRA) |
| 6a    | 23 de juliol | Nantes–París    | Etapa plana        | 471 | Hippolyte Aucouturier (FRA) | Maurice Garin (FRA) |

| Pos. | Ciclista                       | Temps        |
| ---- | ------------------------------ | ------------ |
| 1    | Maurice Garin (FRA)            | 93h 06' 24"  |
| 2    | Lucien Pothier (FRA)           | +6' 28"      |
| 3    | César Garin (FRA)              | +1h 51' 03"  |
| 4    | Hippolyte Aucouturier (FRA)    | +2h 52' 26"  |
| 5    | Henri Cornet (FRA)             | +2h 59' 27"  |
| 6    | Jean-Baptiste Dortignacq (FRA) | +5h 15' 36"  |
| 7    | Philippe Jousselin (FRA)       | +8h 33' 42"  |
| 8    | Aloïs Catteau (BEL)            | +12h 00' 56" |
| 9    | Camille Fily (FRA)             | +15h 36' 42" |
| 10   | Jean Dargassies (FRA)          | +16h 04' 01" |

## Desqualificacions

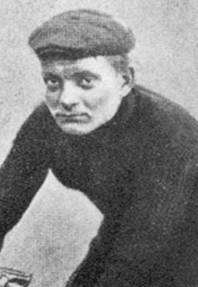
Henri Cornet, guanyador de la segona edició del Tour després de la desqualificació dels quatre primers classificats.

Durant la cursa nou corredors foren exclosos per, entre altres accions, emprar il·legalment cotxes i trens. Els organitzadors del Tour estaven contents amb el resultat, però la Union Vélocipédique Française (UVF) inicià una investigació arran de diverses queixes rebudes per part d'altres ciclistes. El seu comitè d'investigació va recollir testimonis de desenes de competidors i testimonis i, el desembre de 1904, va prendre la decisió de desqualificar a tots els vencedors d'etapa i als quatre primers classificats (Maurice Garin, Pothier, César Garin i Aucouturier). Deu dels desqualificats foren inhabilitats durant un any, Maurice Garin durant dos i els altres dos de per vida. En total 29 ciclistes foren sancionats. Les raons de les desqualificacions mai es van fer públiques.
El cinquè classificat, Henri Cornet, de 19 anys, es convertí en el guanyador més jove del Tour. Cornet també havia estat advertit per l'organització per rebre una empenta des d'un cotxe. Sols 15 ciclistes dels 27 que havien finalitzat originàriament la cursa no foren desqualificats.
Degut a les desqualificacions el Tour de França va estar més a prop que mai de deixar de disputar-se per sempre. Henri Desgrange, l'organitzador de la cursa, va dir que no participaria mai més en la cursa per culpa d'aquells que encegats havien atacat i ajudat als corredors segons passaven. Desgrange també estava enfadat amb l'UVF per haver imposat el seu propi criteri en la cursa, quan ell ja havia sancionat als ciclistes.
Desgrange va demanar explicacions a l'UVF, però les cartes i queixes detallades que portaren a l'UVF a prendre tal decisió van desaparèixer quan els arxius del Tour de França foren traslladats cap al sud el 1940 durant la invasió alemanya de França i mai més es tornaren a veure.
Fins al final dels seus dies Garin va defensar que havia estat el just vencedor del Tour de França del 1904, però segons Les Woodlan, Garin confessà a un amic que havia fet trampes.

## Resultats finals
Després de les desqualificacions els quatre primers classificats foren eliminats de les classificacions. En la nova classificació sols 15 ciclistes van finalitzar la cursa:
| Etapa | Data         | Recorregut      | Tipus d'etapa      | Km  | Vencedor d'etapa               | Líder de la general       |
| ----- | ------------ | --------------- | ------------------ | --- | ------------------------------ | ------------------------- |
| 1a    | 2 de juliol  | Montgeron-Lió   | Etapa plana        | 467 | Michel Frédérick (SUI)         | Michel Frédérick (SUI)    |
| 2a    | 9 de juliol  | Lió–Marsella    | Etapa amb muntanya | 374 | Antoine Fauré (FRA)            | Émile Lombard (BEL)       |
| 3a    | 13 de juliol | Marsella–Tolosa | Etapa plana        | 424 | Henri Cornet (FRA)             | Henri Cornet (FRA)        |
| 4a    | 17 de juliol | Tolosa–Bordeus  | Etapa plana        | 268 | François Beaugendre (FRA)      | François Beaugendre (FRA) |
| 5a    | 20 de juliol | Bordeus–Nantes  | Etapa plana        | 425 | Jean-Baptiste Dortignacq (FRA) | Henri Cornet (FRA)        |
| 6a    | 23 de juliol | Nantes–París    | Etapa plana        | 471 | Jean-Baptiste Dortignacq (FRA) | Henri Cornet (FRA)        |

| Classificació General                 | Classificació General          | Classificació General | Classificació General |
| Pos.                                  | Ciclista                       | Temps                 |                       |
| ------------------------------------- | ------------------------------ | --------------------- | --------------------- |
| 1                                     | Henri Cornet (FRA)             | 96h 05' 55"           |                       |
| 2                                     | Jean-Baptiste Dortignacq (FRA) | + 2h 16' 14"          |                       |
| 3                                     | Aloïs Catteau (BEL)            | + 9h 01' 25"          |                       |
| 4                                     | Jean Dargassies (FRA)          | + 13h 04' 30"         |                       |
| 5                                     | Julien Maitron (FRA)           | + 19h 06' 15"         |                       |
| 6                                     | Auguste Daumain (FRA)          | + 22h 44' 36"         |                       |
| 7                                     | Louis Coolsaet (BEL)           | + 23h 44' 20"         |                       |
| 8                                     | Achille Colas (FRA)            | + 25h 09' 50"         |                       |
| 9                                     | René Saget (FRA)               | + 25h 55' 16"         |                       |
| 10                                    | Gustave Drioul (BEL)           | + 30h 54' 49"         |                       |
| 88 participants, 15 acabaren la cursa |                                |                       |                       |

## Després de la cursa
Degut als escàndols associats a aquesta edició del Tour, Desgrange va voler aturar la cursa i que no es tornés a disputar. Amb tot, va canviar d'idea i va decidir que la competició tornés a disputar-se. Perquè això fos possible va decidir canviar les regles per tal que els ciclistes no poguessin fer trampes: el vencedor del Tour de França de 1905 es decidiria mitjançant un sistema de punts. El vencedor del Tour de França de 1904 participaria en set edicions més de la cursa, però mai va tornar a tenir un paper important.